# Mar de los Cosmonautas

Mar de los Cosmonautas como parte del océano Antártico.

El mar de los Cosmonautas (del ruso: Море Космонавтов) es un mar marginal del océano Antártico situado al sur del océano Índico. Se encuentra entre el mar de Riiser-Larsen al oeste y el mar de la Cooperación al este, es decir entre los 34°E y 54°E. La cordillera submarina Gunnerus, que es una continuación de la península Riiser-Larsen, es la frontera natural con el mar de Riiser-Larsen. El cabo Batterbee (53° 48' E), extremo norte de la Tierra de Enderby, marca el límite con el mar de la Cooperación. Su límite norte se considera que corresponde al paralelo 65° Sur, pero puede ser considerado como el extremo sur de la cuenca Africano-Antártica. 
El nombre fue dado en 1962 en homenaje a los primeros cosmonautas rusos por la Expedición Antártica Soviética, durante la cual sus participantes lo identificaron como un mar independiente dentro del océano Austral. 
Este mar baña en la Tierra de la Reina Maud la costa del Príncipe Harald y la costa del Príncipe Olaf, que son áreas reclamadas por Noruega. En las áreas reclamadas por Australia baña la parte occidental de la Tierra de Enderby. 
La Base Syowa de Japón fue inaugurada en 1957 en la costa del Mar de los Cosmonautas.
Este mar cubre un área de 698 600 km², y una estrecha franja de la plataforma continental cae bruscamente hacia el norte y llega a 4798 metros de profundidad. Está constantemente cubierto de hielo a la deriva, con muchos icebergs.